# Huberantha
Huberantha (ursprünglich Hubera) ist eine Pflanzengattung in der Familie der Annonengewächse (Annonaceae), die dem Tribus  Miliuseae zugeordnet wird. Sie ist in Australien, dem tropischen Asien, Ostafrika und einigen pazifischen Inseln verbreitet.

## Beschreibung
Huberantha-Arten wachsen als immergrüne bis laubabwerfende Sträucher oder Bäume. Die einfachen Laubblätter sind wechselständig. Die Blattadern der Gattung Huberantha bilden ein netzartiges Muster.
Ihre zwittrigen, gestielten Blüten erscheinen meist einzeln oder bis zu dritt, achselständig oder ramiflor mit doppelter Blütenhülle. Es sind 3 Kelch- und 6 Kronblätter vorhanden. Es sind viele Staub- und Fruchtblätter vorhanden. Sie haben eine einzelne Samenanlage mit je einem Samen. Ein Teil der Samenanlagen bleibt mit der Samenschale verwachsen und bildet eine flache Raphe. Ihre Samenhüllen bilden stachelartige Intrusionen im Endosperm aus. Eine Schicht der äußeren Pollenwand, das sogenannte „Infratectum“, hat ein körniges Aussehen.
Es werden Sammelfrüchte mit einigen, freien, einsamigen Beeren gebildet.

## Systematik
Tanawat Chaowasku benannte die Gattung „Huber’s flowers“ (Hubers Blüten) zu Ehren des deutschen Botanikers Herbert Huber und um die Blütenmorphologie als Unterscheidungsmerkmal zu anderen Annonengewächsen hervorzuheben. Eine Reihe von Arten aus der Gattung Polyalthia wurden hierher verlegt. Als Typusart gilt Huberantha cerasoides (Roxb.) Chaowasku. Plants of the World Online listet aktuell über 30 Arten der Gattung Huberantha auf.
- Huberantha amoena (A.C.Sm.) Chaowasku
- Huberantha asymmetrica I.M.Turner & Utteridge
- Huberantha capillata (A.C.Sm.) Chaowasku
- Huberantha ceramensis (Boerl.) Chaowasku
- Huberantha cerasoides (Roxb.) Chaowasku
- Huberantha decora (Diels) Chaowasku
- Huberantha flava (Merr.) I.M.Turner
- Huberantha forbesii (F.Muell. ex Diels) Chaowasku
- Huberantha gracilis (Burck) Chaowasku
- Huberantha henrici (Diels) Chaowasku
- Huberantha hirta (Miq.) Chaowasku
- Huberantha humblotii (Drake ex Cavaco & Keraudren) Chaowasku
- Huberantha jenkinsii (Hook.f. & Thomson) Chaowasku
- Huberantha keraudreniae (Le Thomas & G.E.Schatz) Chaowasku
- Huberantha korinti (Dunal) Chaowasku
- Huberantha leptopoda (Diels) Chaowasku
- Huberantha loriformis (Gillespie) Chaowasku
- Huberantha luensis (Pierre) Chaowasku
- Huberantha mossambicensis (Vollesen) Chaowasku
- Huberantha multistamina (G.E.Schatz & Le Thomas) Chaowasku
- Huberantha nitidissima (Dunal) Chaowasku
- Huberantha palawanensis (Merr.) I.M.Turner
- Huberantha papuana (Scheff.) I.M.Turner
- Huberantha pendula (Capuron ex G.E.Schatz & Le Thomas) Chaowasku
- Huberantha perrieri (Cavaco & Keraudren) Chaowasku
- Huberantha rumphii (Blume ex Hensch.) Chaowasku
- Huberantha sambiranensis (Capuron ex Le Thomas & G.E.Schatz) Chaowasku
- Huberantha senjiana (R.Mural., Naras. & N.Balach.) R.Mural., Naras. & N.Balach.
- Huberantha stuhlmannii (Engl.) Chaowasku
- Huberantha tanganyikensis (Vollesen) Chaowasku
- Huberantha trichoneura (Diels) Chaowasku
- Huberantha verdcourtii (Vollesen) Chaowasku
- Huberantha vitiensis (Seem.) Chaowasku
- Huberantha whistleri I.M.Turner & Utteridge